# John Hocking (jurist)
John Hocking (6 augustus 1957) is een Australisch jurist. Hij was rond vijfentwintig jaar advocaat in nationale en internationale strafzaken, onder meer voor het Joegoslavië-tribunaal en het Rwanda-tribunaal. Momenteel is hij hoofdgriffier van zowel het Joegoslavië-tribunaal als het Internationale Residumechanisme voor Straftribunalen. Hij bracht verschillende publicaties voort.

## Levensloop
Hocking studeerde aan de Monash-universiteit in Melbourne en behaalde daar een bachelorgraad in natuurkunde en biochemie. Verder slaagde hij als Bachelor of Laws aan de Universiteit van Sydney en als Master of Laws aan de London School of Economics and Political Science. Naast het Engels beheerst hij het Frans.
Hij werd opgenomen in de balie van Lincoln's Inn in Londen en daarnaast toegelaten tot de advocatuur in zaken voor het hooggerechtshof van Victoria en New South Wales. Hij werkte rond vijfentwintig jaar als strafadvocaat voor zowel zaken in eigen land als internationale zaken en was verder vijf jaar advocaat voor de Organisatie voor Economische Samenwerking en Ontwikkeling (OESO) in Parijs en het British Film Institute in Londen. Van 1994 tot 1997 was hij juridisch adviseur voor de Special Broadcasting Service, een publieke omroep in Sydney die zich richt op multiculturele televisie- en radioprogramma's.
Hij voerde de verdediging van zaken die voor het Joegoslavië-tribunaal en het Rwanda-tribunaal dienden en trad in 1997 zelf in dienst van het Joegoslavië-tribunaal. Hier is hij sinds 2004 griffier en sinds 2009 de eerste hoofdgriffier die niet uit Nederland afkomstig is. In 2012 werd hij daarnaast ook beëdigd als hoofdgriffier van het Internationale Residumechanisme voor Straftribunalen.
Hocking bracht een aantal publicaties voort, met name op het gebied van internationaal humanitair recht en internationaal strafrecht, en verschillende essays over het Joegoslavië-tribunaal.